# Marmaris
Marmaris est une ville du sud-ouest de la Turquie, dans la province de Muğla. Située au bord de la mer Méditerranée, face à l'île grecque de Rhodes, le petit port est devenu depuis les années 1980 un des principaux centres touristiques du pays. Si la ville ne compte officiellement qu'environ 30 000 habitants, elle en accueille plusieurs centaines de milliers en saison estivale.

## Histoire

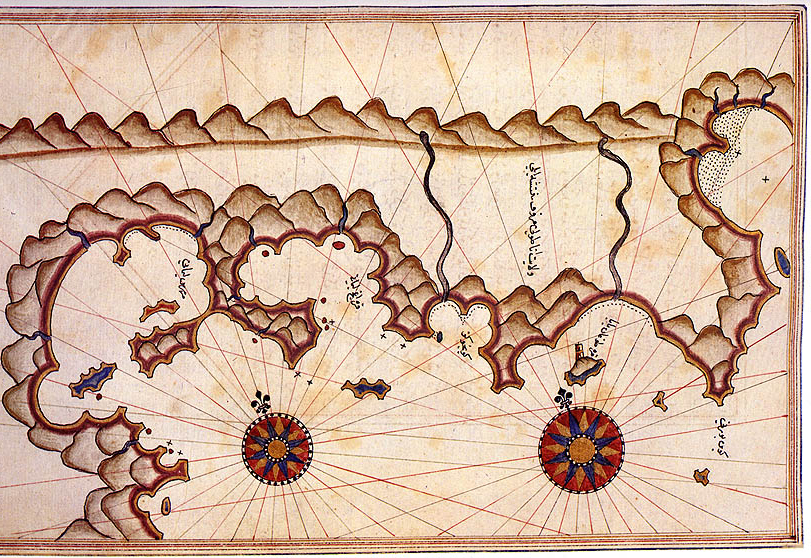
Carte des environs de Marmaris par Piri Reis

La ville s'est appelée Physcos (en grec : Φύσκος). D'après Strabon, le satrape perse de Carie Hécatomnos, père du célèbre Mausole, a fait de Physcos son port arsenal (IVe siècle av. J.-C.).
En 334 av. J.-C., la conquête de l'Anatolie par Alexandre le Grand fait de Physcos une ville grecque. À sa mort elle est dans le territoire de la dynastie séleucide. Puis elle devient romaine et byzantine comme le reste de l'Anatolie.
Au XIIIe siècle, la ville passe sous le contrôle des Menteşeoğullari dont la capitale est Milas. Le sultan ottoman Soliman le Magnifique conquiert la ville lors de sa campagne contre l'île de Rhodes. La ville est alors nommée Mimaras puis Mermeris et finalement Marmaris.
De 1919 à 1921, Marmaris est sous le contrôle de l'Italie. Avec la république turque, Marmaris devient un village de pêcheurs d'éponges.
En 1957, Marmaris a été presque complètement détruit par un séisme. Seuls la forteresse de Marmaris, et les bâtiments historiques entourant la forteresse ont été laissés intacts.

## Tourisme

### En ville
Musée de la forteresse
Le musée de la forteresse (Kale Müzesi) se situe dans la forteresse construite par le sultan ottoman Soliman le Magnifique lorsqu'il entreprit de faire le siège de l'île de Rhodes (1522). Il est proche du port et aurait été construit sur les ruines d'une forteresse datant d'Alexandre le Grand.

### Aux environs
Amos
Le site antique d'Amos est près du village de Kumlubük.
Loryma
Loryma (en turc Bozukkale, château en ruine, en grec : Λώρυμα) se trouve presque à la pointe du cap Kara (en turc Kara Burun, cap noir).
L'île du cèdre
L'île du cèdre (en turc : Sedir Adasi) est le site de Cedræ. Elle est située presque au fond du golfe de Gökova (en turc : plaine bleu ciel, en grec : Κεράμειος κόλπος, Golfe de Keramos / Céramique) (environ 18 km  au nord de Marmaris. Le Spartiate Lysandre après sa victoire contre la flotte athénienne à l'embouchure de l'Aigos Potamos (405 av. J.-C.) attaque l'île et fait esclaves ses citoyens parce qu'ils sont des alliés d'Athènes. La tradition locale l'appelle île de Cléopâtre. Pendant un séjour de Cléopâtre dans l'île, son amant, Marc Antoine, aurait fait amener par bateau du sable venant d'Égypte (ou de Tunisie) pour la plage. Plus prosaïquement, ce sable particulier vient de la présence de sources dont l'eau chargée en carbonate de calcium forme des oolithes.
On peut y voir quelques ruines : les murs d'un palais d'époque romaine, un petit théâtre face à la mer, un temple dédié à Apollon sur la base duquel une basilique chrétienne d'époque byzantine a été construite.
Dalyan et Kaunos

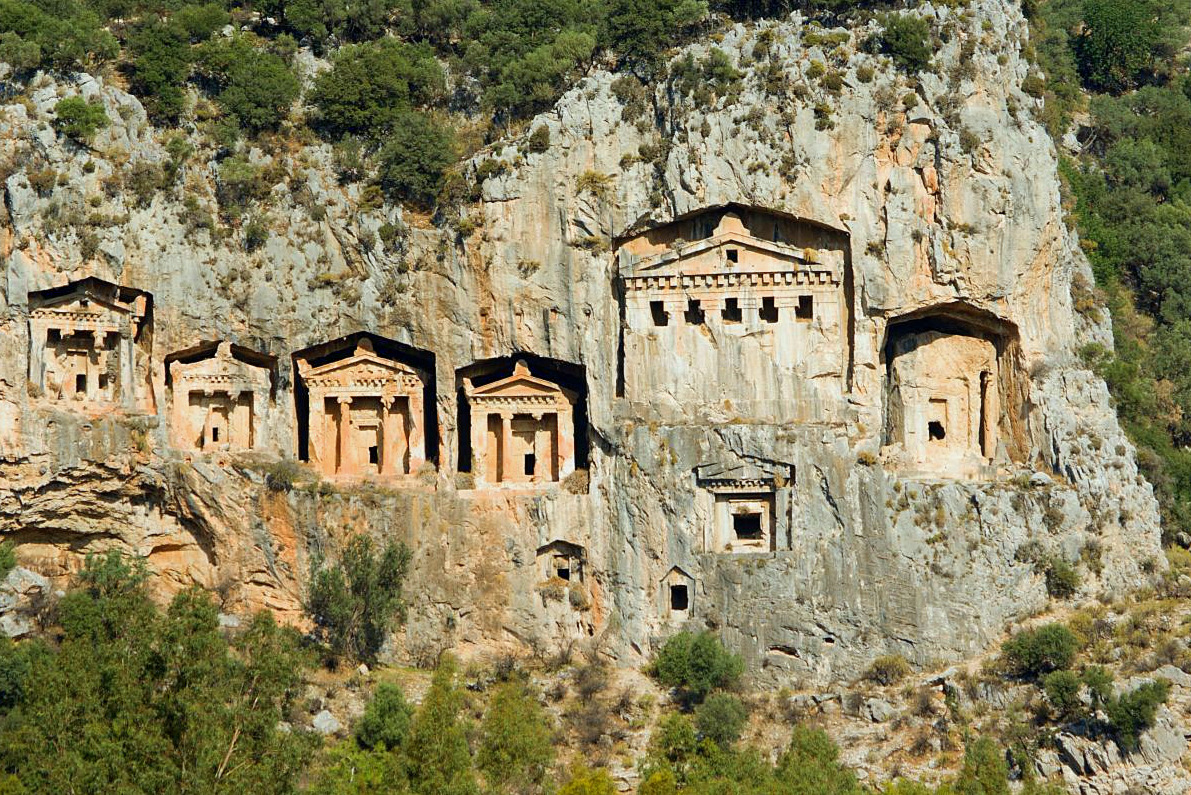
Tombes lyciennes à Kaunos.

Dalyan est à plus de 80 km par la route (D400) à l'est de Marmaris  en direction de Dalaman jusqu'à Köycegiz puis par la route vers Dalyan. Le site de Kaunos est un peu au sud du village. La plage d'Iztuzu est un site protégé de nidification des tortues caouannes (Caretta caretta). Le village reste célèbre depuis l'Antiquité pour ses bains de boue.
Kaunos ou Caunos (en grec : Καῦνος) est sur la rive droite de la rivière de Dalyan (Dalyan Çayı) émissaire du lac de Köycegiz. Les moustiques répandant la malaria  ont fait la mauvaise réputation de la ville dans l'Antiquité :
« Sur les bords du fleuve Calbis, la petite ville de Caunos, tristement connue pour l’état valétudinaire de ses habitants »
Strabon cite la remarque ironique d'un poète local :
« Qui moi ! j'aurais eu le front de qualifier d'insalubre une ville où je vois se promener dans les rues jusqu'à des cadavres ! »
Strabon dit que la ville avait un arsenal et qu'elle dépendait de l'île de Rhodes.

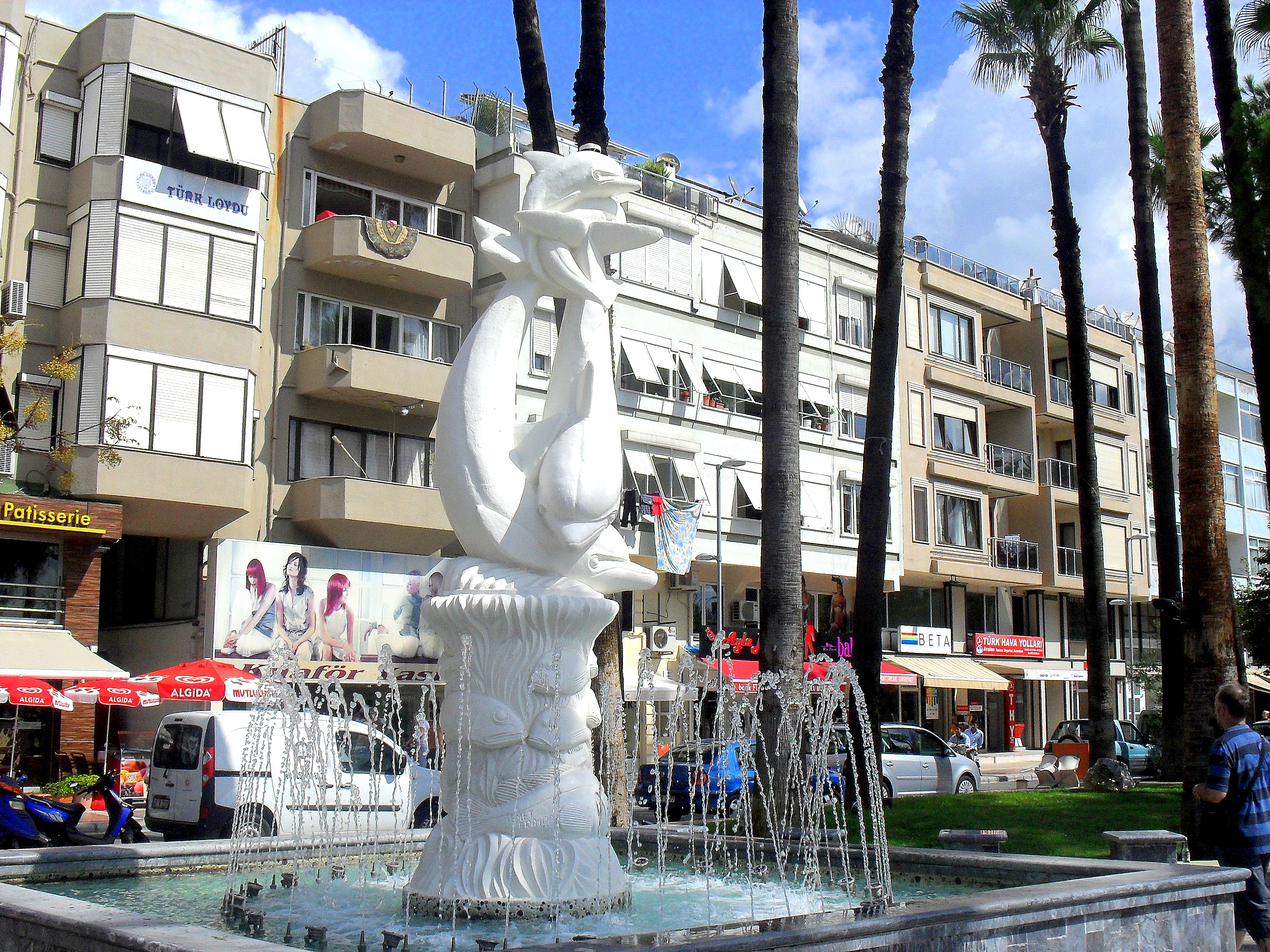
Marmaris centre

Dans Les Métamorphoses, Ovide raconte la légende de la fondation de Caunos. Milet, le fils de Phébus s’unit à la nymphe Cyanée, fille du dieu du fleuve Méandre. Il naît de cette union deux jumeaux Caunus et sa sœur Byblis. Celle-ci tombe amoureuse de son frère. Ce dernier préfère fuir et fonde la ville de Caunos tandis que sa sœur morte de chagrin de ne pouvoir le retrouver, est transformée en fontaine par les nymphes.
Le site est aussi celui d'une ancienne cité lycienne. De cette cité, il subsiste des hypogées. Le théâtre est assez bien conservé.

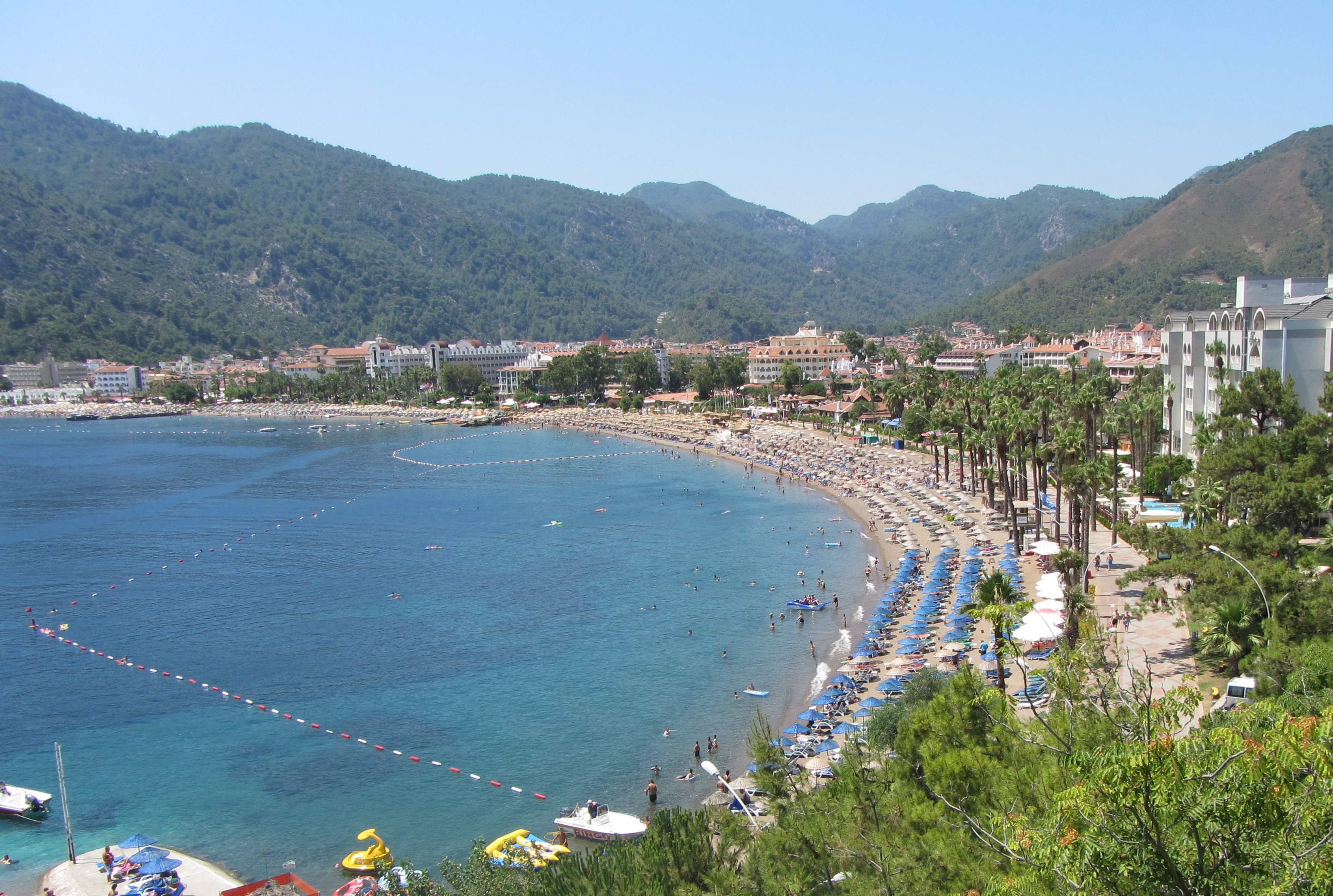
Plage de Marmaris.

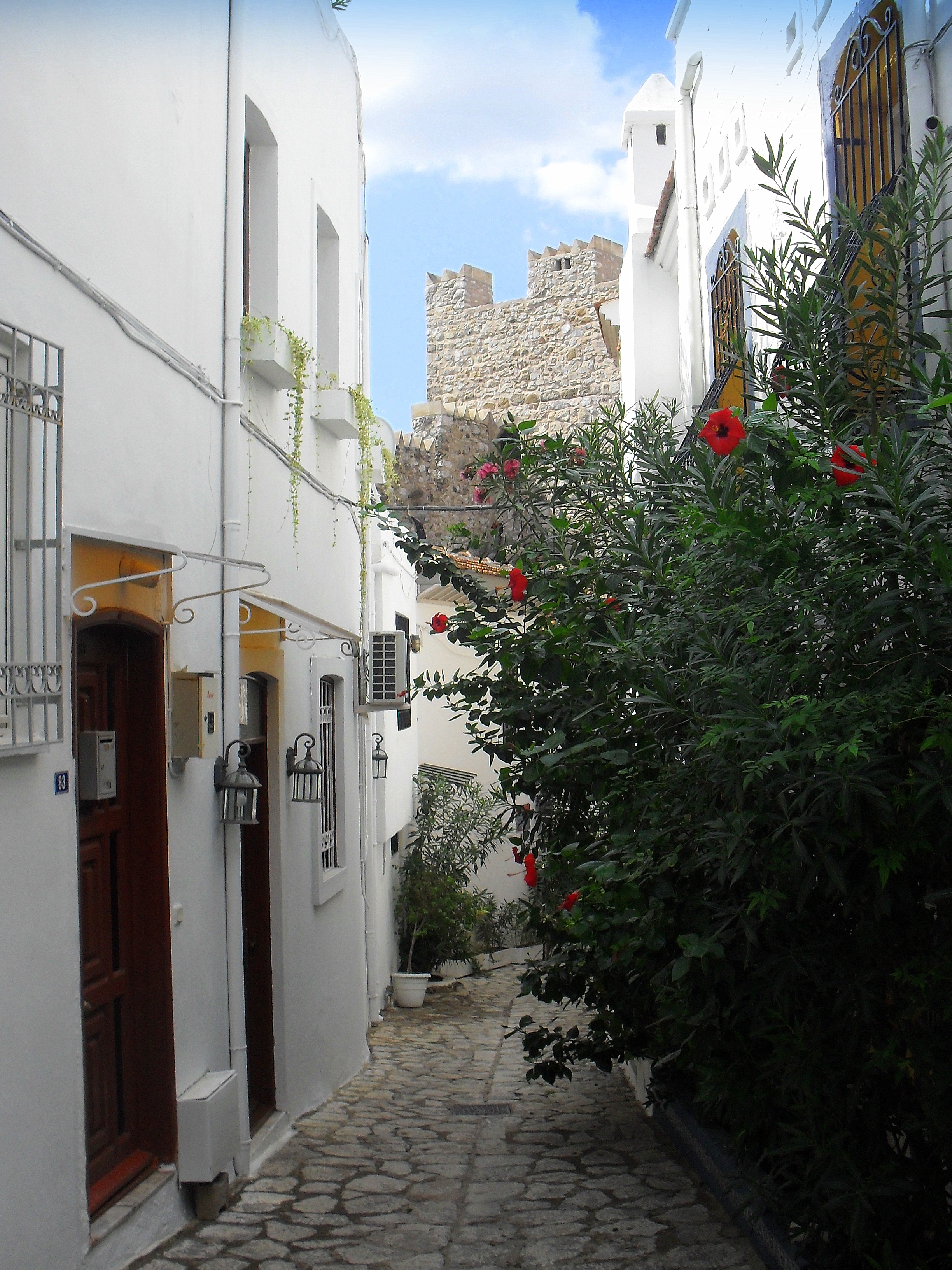
Centre historique.

## Transports
L'aéroport le plus proche est celui de Dalaman à 120 km à l'est de Marmaris.
Des hydroglisseurs et des traversiers au départ de Marmaris font la liaison avec l'île de Rhodes (territoire grec).